# Питомача
Питомача (хорв. Pitomača) — община с центром в одноимённом посёлке на северо-востоке Хорватии, в Вировитицко-Подравской жупании. Население 5651 человек в самом посёлке и 10049 человек во всей общине (2011). Подавляющее большинство населения — хорваты (98 %). В состав общины кроме Питомачи входят ещё 11 деревень. Большинство населения занято в сельском хозяйстве.
Питомача находится на Подравинской низменности в западной части Вировитицко-Подравской жупании близ границы с Копривницко-Крижевацкой жупанией. Посёлок расположен на шоссе D2 (Вараждин — Копривница — Осиек) и параллельной ей железной дороге Копривница — Осиек между городами Джурджевац (12 км к северо-западу) и Вировитица (15 км к юго-востоку). В посёлке Питомача есть ж/д станция.
До турецкого нашествия в XV веке на месте современной Питомачи существовало поселение Копачевац (Kopačevac), полностью разорённое турками. После изгнания турок на этом месте было основано поселение Питомача, первое упоминание в письменных источниках — 1685 год.
В деревне Грабровница, входящей в общину Питомача, в 1818 году родился поэт Петар Прерадович. В его родном доме — ныне музей.